# فرانک پری
فرانک جوزف پری جونیور (انگلیسی: Frank Joseph Perry, Jr.؛ زاده ۲۱ اوت ۱۹۳۰ درگذشته ۲۹ اوت ۱۹۹۵) کارگردان فیلم اهل ایالات متحده آمریکا بود. وی بین سال‌های ۱۹۶۲ تا ۱۹۹۲ میلادی فعالیت می‌کرد.

## زندگی‌نامه
وی دایی کیتی پری بود. فرانک پری در اثر سرطان پروستات درگذشت.

## بخشی از فیلمشناسی
- دیوید و لیسا (۱۹۶۲)
- شناگر (۱۹۶۸)
- سه‌گانه (۱۹۶۹)
- خاطرات یک زن خانه‌دار دیوانه (۱۹۷۰)